# Hauptpostamt Dresden 6

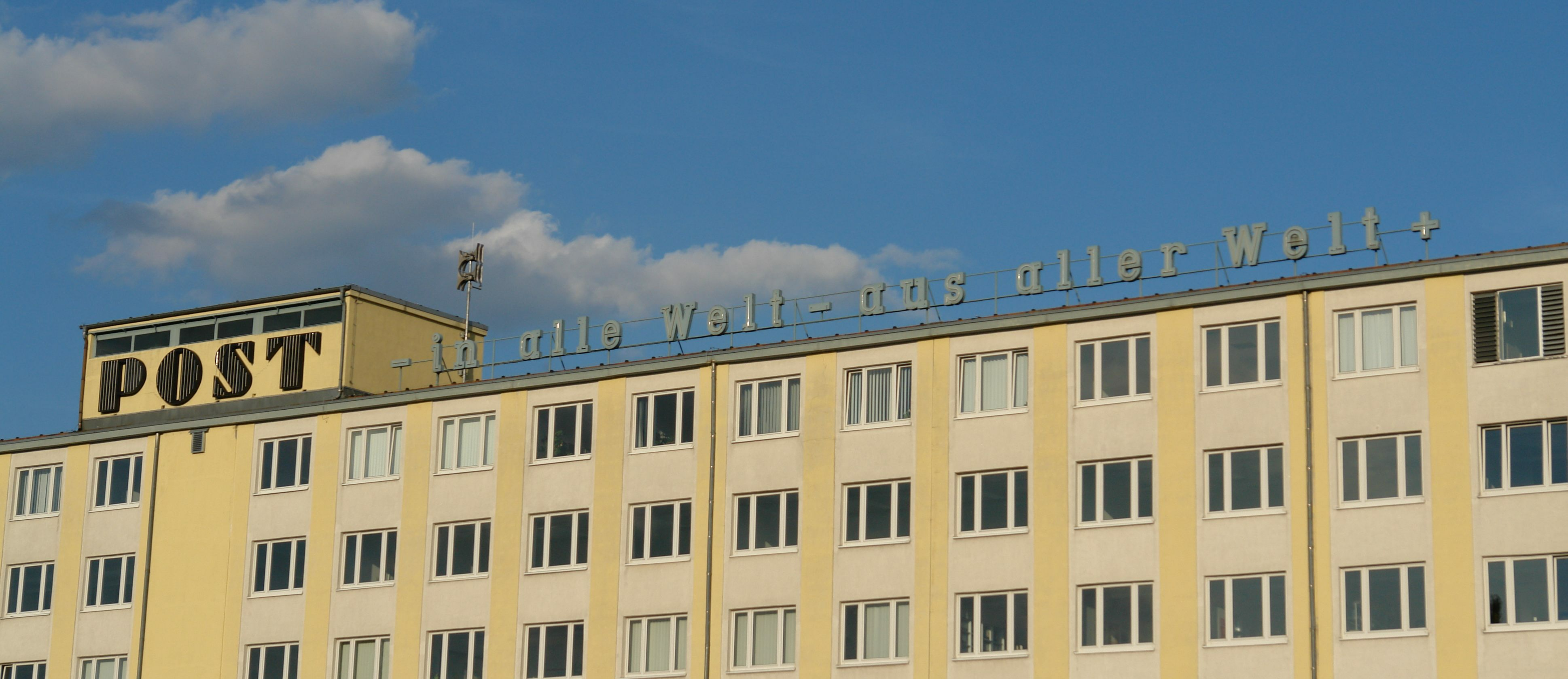
Postamt Königsbrücker Straße mit Postwerbung aus DDR-Zeiten:
„- in alle Welt – aus aller Welt +“

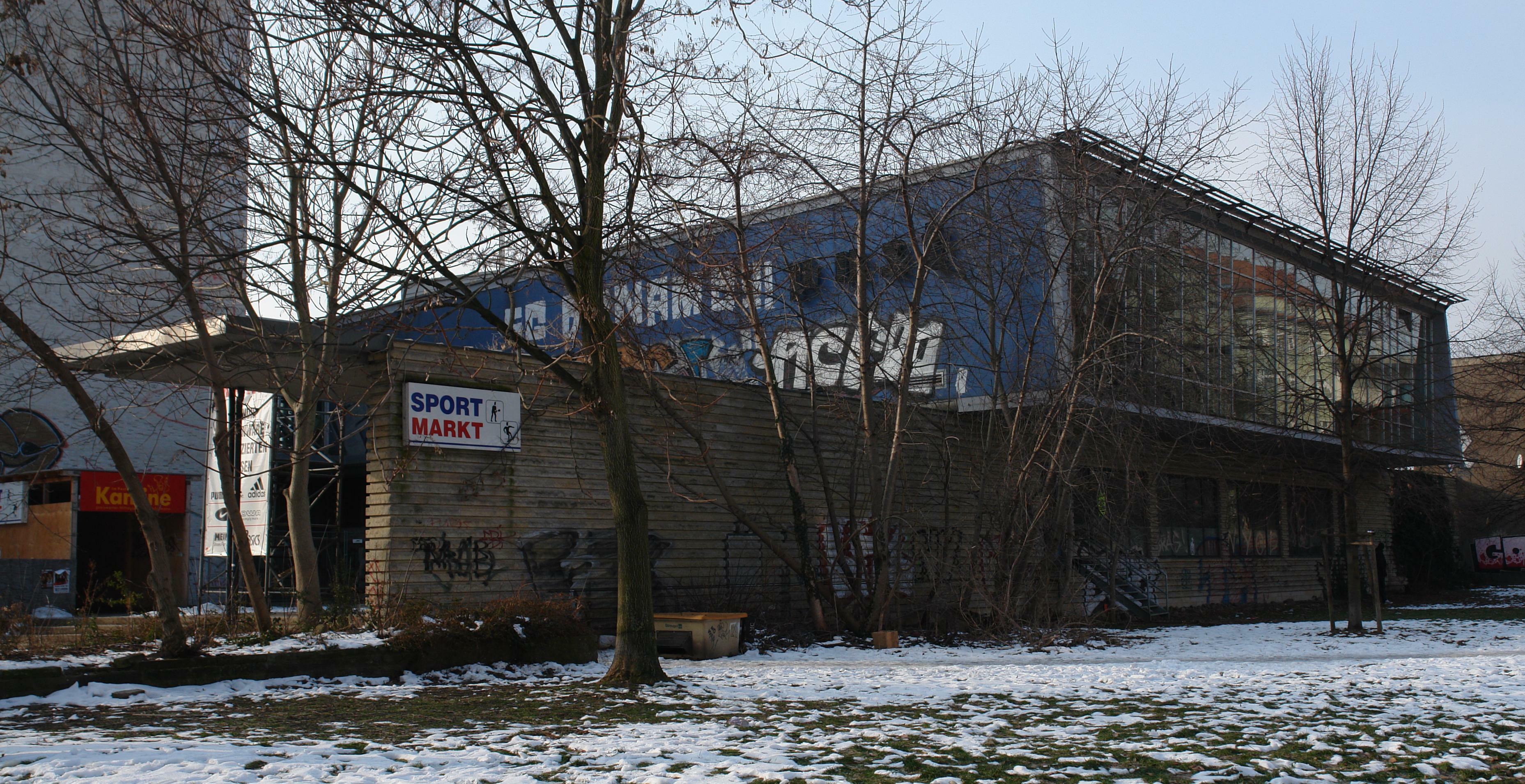
Ehemalige Schalterhalle

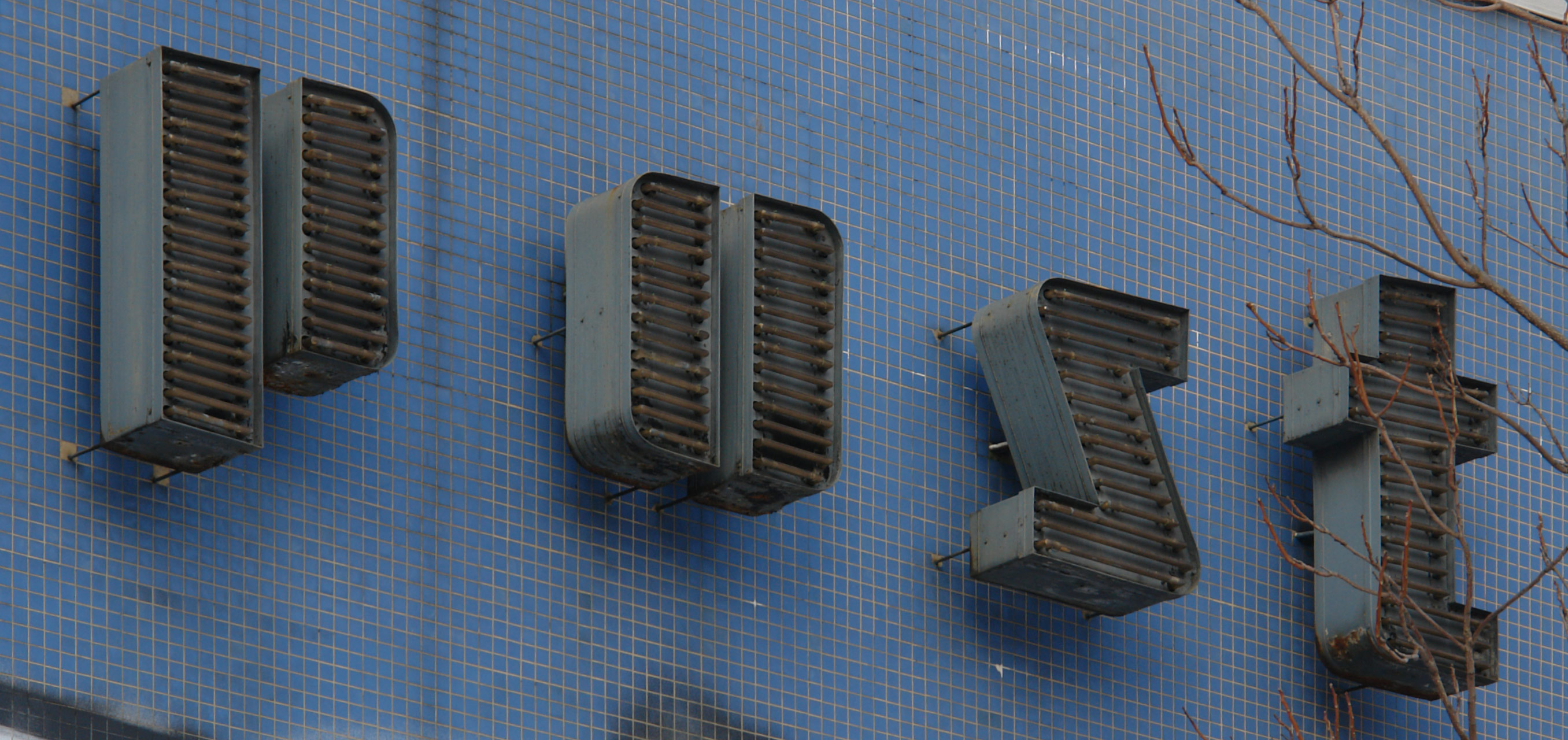
Post-Logo

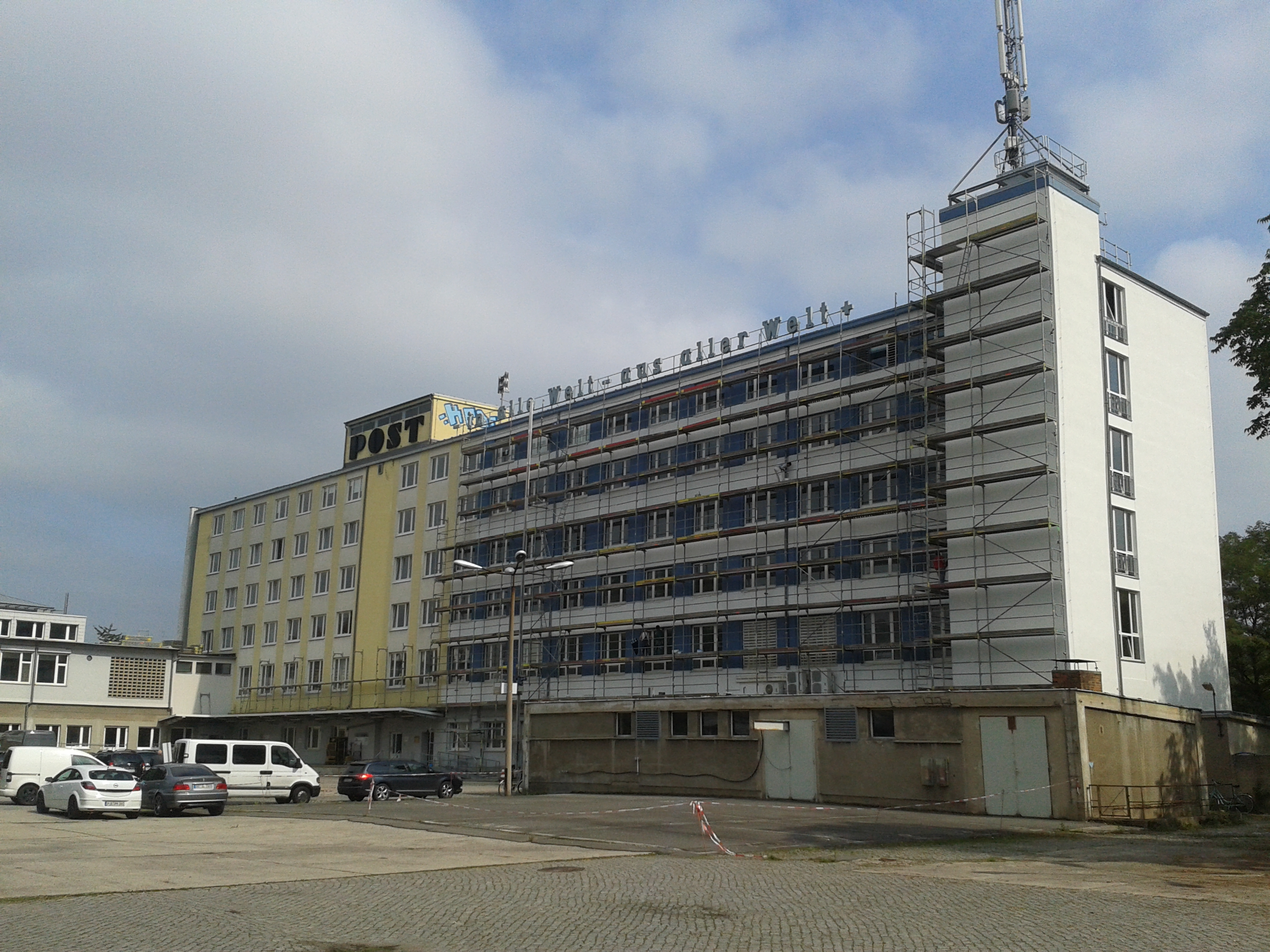
Das Postamt Dresden-Neustadt während des Umbaus, deutlich erkennbar die vertikale (links) und horizontale (rechts) Gliederung.

Das ehemalige Hauptpostamt Dresden 6 ist ein Postgebäude an der Königsbrücker Straße 21 in Dresden. Es ist ein Beispiel für die Dresdner Moderne der 1960er-Jahre.

## Beschreibung
Der Gebäudekomplex, bestehend aus hohem Hauptbau und sich anschließendem niedrigen Anbau, wurde von 1962 bis 1964 von Wolfram Starke und Kurt Nowotny errichtet.
Der Hauptbau ist fünfgeschossig. Während die Fassade die Horizontale betont, unterstreichen die hochsenkrechten, schmalen Betonstreben des Treppenhauses die Vertikale. Rote und blaue Fensterquadrate verbergen das Treppenhaus. Bemerkenswert ist die aufwändige Stirnseitengestaltung. Diese zeigt eine mosaikartige Fassadengestaltung mit zugeschnittenen Natursteinen. So wird der Wirkung des eingesetzten Materials Naturstein eine besondere Aufmerksamkeit gewidmet: „In der mosaikartigen Behandlung der Fassade mit klein zugeschnittenen Natursteinen spiegelt sich das Konzept der Nachkriegsmoderne, gestalterischen Wert weniger in einer schmückenden Applikation als in der Qualität des Fassadenmaterials zu legen.“
Im zweigeschossigen Anbau mit blaugekachelter Front befanden sich Schalterhalle und Kantine. Das Gebäude hat eine Fassade zur Lößnitzstraße und eine andere zur Königsbrücker Straße. Während die Fassade zur Lößnitzstraße von einem großflächig verglasten, weit vorkragenden Speisesaal geprägt ist, ist die andere Fassade von der Königsbrücker Straße etwas zurückgesetzt.
Das Gebäude ist ein typisches Beispiel für den „Ost-Kult der Sixties“. Trotz der gebräuchlichen Stahlbetonskelett-Bauweise ist das „Bemühen um eine repräsentative und ansprechende Gestaltung zu erkennen.“ So ist der Haupteingang von E. G. Clauß mit einem weiß-rosa-hellblau-türkisgrün-dunkelblauen, geometrischen Kachel-Mosaik aus Meißner Porzellan geschmückt worden.
Michael Müller vom Landesamt für Denkmalpflege, der die Schalterhalle 1995 in die Denkmalliste aufgenommen hat, meinte, das Gebäude sei „von hoher künstlerischer und gestalterischer Qualität, der Architekturmoderne in Westeuropa steht es in nichts nach. Keine Spur von Materialmangel und Plattenbau-Normen: Naturstein und Glas wurden aufwendig verarbeitet, die Stahlskelettbauweise und die Möglichkeiten des Betons fantasievoll genutzt.“
2014 wurde der Hauptbau renoviert. Dabei wurde die ursprüngliche vertikale Gliederung durch eine horizontale Gliederung ersetzt.

## Literatur

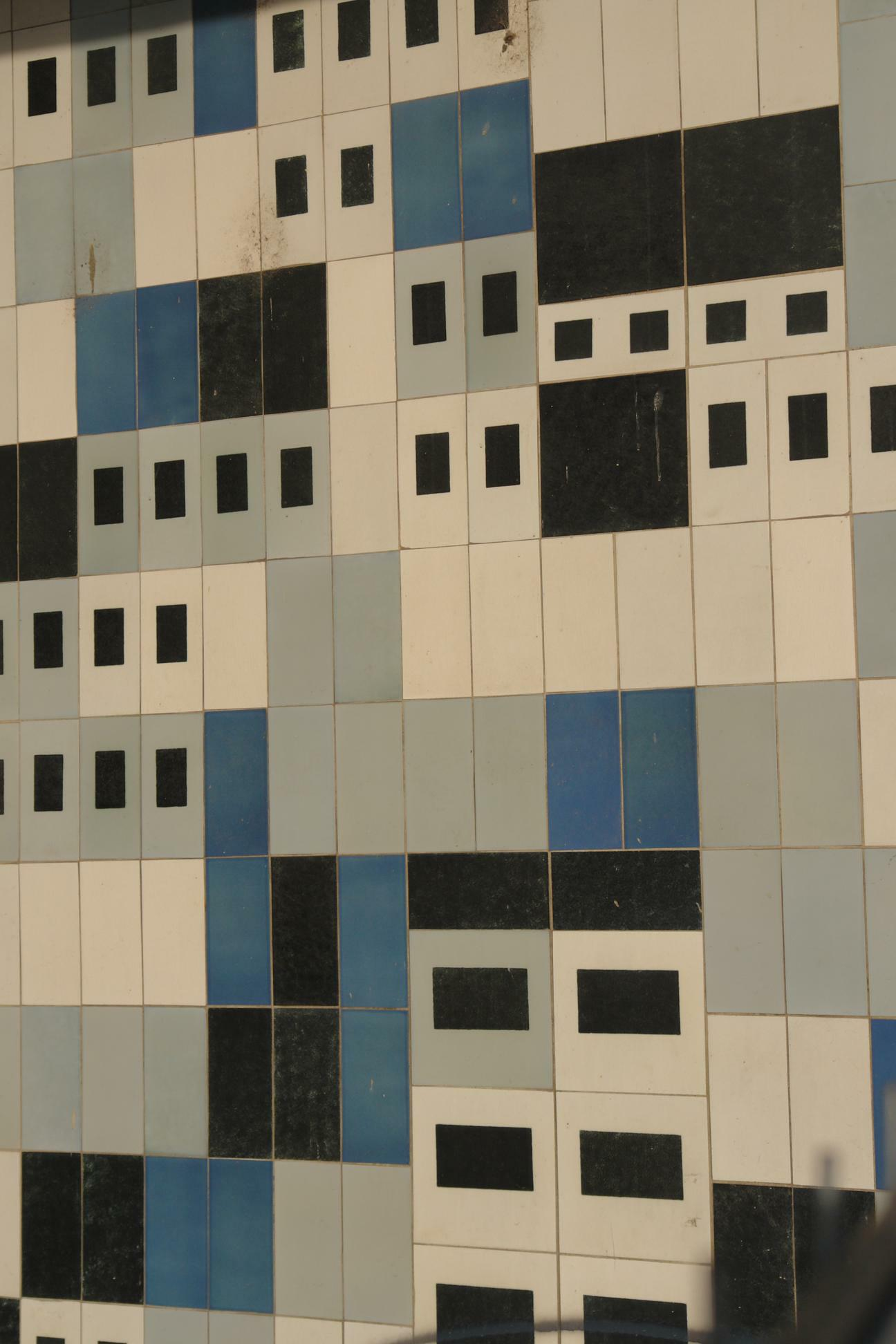
Fliesendetail

## Philatelistische Würdigung
Eine Briefmarke, die das Hauptpostamt Dresden zeigt, erschien am 9. Februar 1982. Die Ausgabe der Deutschen Post erschien als Teil der Serie Bauten der Deutschen Post (Mi. Nr. 2676) mit dem Wert von 50 Pfennig. Der Entwurf stammt vom Briefmarken-Designer und Gebrauchsgraphiker Ralf-Jürgen Lehmann. Die Auflage betrug 2.100.000 Stück.